# Microsorum maximum
Microsorum maximum là một loài thực vật có mạch trong họ Polypodiaceae. Loài này được (Brack.) Copel. miêu tả khoa học đầu tiên năm 1938.